# جان اعظم
جان اعظم (انگلیسی: Jan Azam؛ زادهٔ ۱ ژوئیهٔ ۱۹۲۴) تیرانداز اهل پاکستان بود. وی در بازی‌های المپیک تابستانی ۱۹۵۲ شرکت کرده‌است.